# 毛沢覃
毛 沢覃（もう たくたん、1905年9月25日 - 1935年4月26日）は、中国の革命家であり、毛沢東の実弟である。字は潤菊。

## 生涯
1905年に清の湖南省衡州府湘潭県韶山沖で生まれた。1918年に長沙に移り、1922年に湖南自修大学に入学し、中国社会主義青年団に加入した。
1923年10月に中国共産党に移籍し、湖南省の常寧・水口山、長沙で労働者運動に従事した。1925年秋に広州に行き、その後、武漢で国民革命軍第四軍政治部の書記になった。1927年8月、南昌蜂起に参加し、蜂起軍の第11軍25師政治部宣伝科長となった。その後、朱徳・陳毅に同行して福建省を転戦した。1932年以降、中国共産党蘇区中央局書記長、中国共産党福建省委員会書記、閩粤贛軍区司令官などを歴任した。1934年10月、中央紅軍の長征の後も、毛沢覃はゲリラ戦を粘り強く続け、中国共産党蘇区分局委員、紅軍独立師団司令官、閩贛軍区司令官となった。
1935年4月26日、江西省瑞金県の紅林山で国民革命軍に包囲されて死亡した。

## 家族
父は毛貽昌、母は文素勤で、毛沢東の同父同母弟である。
妻の賀怡は、毛沢東の妻となった賀子珍の妹である。賀怡との間には毛楚雄(1927-1946)、毛岸成の2人の息子がいる。毛岸成は後に賀麓成に改名し、現在はミサイル専門家となっている。他に、毛沢東と賀子珍の間の子である毛岸紅も養育していたが、毛沢覃の死亡の後は消息不明となっている。